# Gilletinus porosus
Gilletinus porosus es una especie de coleóptero de la familia Geotrupidae.

## Distribución geográfica
Habita en Queensland (Australia).